# 久遠の絆
『久遠の絆』（くおんのきずな）は、1998年12月3日にフォグより発売されたPlayStation (PS) 用恋愛アドベンチャーゲーム。

## 概要
平安時代からの輪廻転生によって1,000年後に生まれた、現代の少年少女の恋愛を描いた作品。全4時代全3章構成。第1章は現代と平安時代で、季節は春。第2章は現代と江戸時代中期で、季節は夏。第3章は現代と江戸時代幕末で、季節は秋から初冬。
輪廻転生をメインテーマに、現代と平安・元禄・幕末と3つの時代を行き来することで物語が進む。シナリオは全3章構成。物語の中にある選択肢の選び方で、その後のストーリーが変化する。
どの時代においても最愛の女性が殺されるか、主人公が死ぬといった結末。"前世"を絡めたシナリオ構成となり、ヒロインは引き裂かれても輪廻転生によって巡り合おうとする一途な思いを持つ。ひとつの時代での行動が他の時代の流れに影響を及ぼすマルチシナリオを採用している。
前述の輪廻転生や恋愛のほか、伝奇要素も内包したシナリオには、当時の家庭用ゲーム機に希少だったセックス描写も（間接的ではあるが）盛り込まれている。PS版の初回発売当時はインターネットが一般層へ普及する途中であったうえ、初回出荷数が少なく早々に完売して増産されたことも重なり、ユーザーの間で話題となった。
シネマティック・ノベルとしての雰囲気を活かす関係上、作中ではあえて声優を起用していない。ただし、後年にはファンの要望に応えて声優を起用したドラマCDが発売された。

## 歴史
久遠の絆
1998年12月3日、PlayStation (PS) 版発売。2015年10月21日よりゲームアーカイブスで配信開始。
久遠の絆 再臨詔（くおんのきずな さいりんしょう）
2000年5月18日、ドリームキャスト (DC) 版発売。PS版に存在した誤字や脱字を修正し、トゥルーエンド後の新シナリオを追加している。詳細は再臨詔の節を参照。
2002年7月18日、PlayStation 2 (PS2) 版発売。DC版に微修正を施している。
2007年6月14日、PS2廉価版 (PS2 nice price!) 発売。
久遠の絆 MOBILE
2008年1月28日にiモード版、9月17日にYahoo!ケータイ版が日本一ソフトウェアより配信開始。PS２版をフィーチャーフォン向けにリニューアルしたもの。
久遠の絆 THE ORIGIN（くおんのきずな ジ・オリジン）
2011年7月1日、アダルトゲーム版がザウスより発売。詳細はTHE ORIGINの節を参照。
久遠の絆 再臨詔 -Portable-
2011年11月17日、PlayStation Portable(PSP)版がGNソフトウェアより発売。内容はPS2版の移植であり、おまけとして時計モードが収録されている。
久遠の絆 再臨詔 フルボイス版
2011年12月22日、一般向けWindows版がザウスより発売。声優陣をアダルトゲーム版から一新し、おまけシナリオを1本追加している。
2013年5月31日、ザウスのアダルトゲーム『ジーザス13th -喪失われた学園-』の初回限定版に特典として同梱。
久遠の絆 再臨詔（Android/iOS版）
2017年2月17日、日本一ソフトウェアよりAndroid版がGoogle Play、iOS版がApp Storeより配信開始。イラストにリタッチが加えられ、高画質化されている。

## 登場人物
声優名はアダルトゲーム版 / 全年齢版の順。ドラマCD版の声優については#CDを参照。

### 現代編
御門 武（みかど たける）
声 - 本多啓吾（アダルトゲーム版、一部のみ）
主人公。私立秋津高校2年生。容姿端麗で性格も良く、女性から人気が高い。家庭の事情から、親類の斎家で暮らしている。悪夢に悩まされること以外は平穏な日々を送っていたが、万葉の登場とともに自身を取り囲む環境が大きく変化していく。
高原 万葉（たかはら まよう）
声 - 一色ヒカル / 大本眞基子
謎の美少女転校生。初対面のはずの武に向かって、「あなたを殺す」と言い放つ。
斎 栞（いつき しおり）
声 - 夏野こおり / 水橋かおり
武の従妹にして幼馴染。明朗な性格で、武への好意を素直に表す。
常磐 沙夜（ときわ さや）
声 - かわしまりの / 勝田詩織
武のクラスの担任教師。担当教科は国語。大人の魅力ゆえ、男女問わず生徒からの人気が高い。
天野 聡子（あまの さとこ）
声 - 青山ゆかり / 松井恵理子
私立秋津高校3年生。オカルト神秘学研究会の会長。不思議な能力を持っており、武を前世の記憶へ誘う。
有坂 汰一（ありさか たいち）
声 - 旅人キース / 堀川りょう
武の幼馴染で親友。仲間に対しては親身で頼れる男だが、他人には心を許さない。万葉に恋して苦しむ。
杵築 悠利（きづき ゆうり）
声 - 杉崎亮 / 植木誠
不良の男子生徒のリーダー。高校3年生。何かにつけて武に絡んでくる。粗野だが一途な面を持つ。
芦屋 幹久（あしや みきひさ）
声 - 原ショー / 平川大輔
美形の教師。女子には人気があるが、男子には嫌われている。オカルトに詳しい。
吉川 絵里（よしかわ えり）
声 - 佐々留美子 / 平井まみ
内気な少女で汰一を慕っているが、彼へ想いを告げることができないうえ、響子たちからはいじめられ、次第に追い詰められていく。陰気でオカルトチックな事に興味を持つ。
高杉 響子（たかすぎ きょうこ）
声 - ヒマリ / 結城飛鳥
不良の女子生徒のリーダー。刺々しく振る舞うが、かつて自分を助けてくれた悠利にだけは一途。
斎 節子（いつき せつこ）
声 - 逢川奈々 / 梅田未央
栞の母で武の叔母。現在は独身であり、武の父との再婚を考えている。

### 一般向け作品の登場人物

#### 平安編
安倍 鷹久（あべの たかひさ）
主人公。陰陽師見習いだが、一向に芽が出ず、剣術の修行ばかりしている。ふと出会った螢に魅せられてしまう。
御門武の前世。
螢（ほたる）
長者の娘で、都で評判になるほどの絶世の美女。鷹久と出会ったことで運命が変転する。
高原万葉の前世。
賀茂 桐子（かもの とうこ）
保憲の娘で光栄の妹。鷹久を心から慕っている。
斎栞の前世。
泰子（やすこ）
鷹久の叔母であり、彼にとっては姉のような存在。人の血を欲する奇病に蝕まれているため、心配した鷹久から血を分け与えられている。
常盤沙夜の前世。
安倍 晴明（あべの せいめい）
若くして有名な天才陰陽師。鷹久の兄であるが、自身もまた蛍に魅せられてしまう。
有坂汰一の前世。
賀茂 光栄（かもの みつよし）
陰陽師の名門の総領息子。父に引き取られた安倍兄弟を疎ましく思い、目の敵にしている。
杵築悠利の前世。
藤原 道綱（ふじわらの みちつな）
鷹久を付け狙う謎の男。安倍兄弟の両親の仇でもある。
芦屋幹久の前世。
蘆屋 道満（あしや どうまん）
声 - 高橋珍年
道綱の弟。怪しげな術を使う。
賀茂 保憲（かもの やすのり）
声 - 宮健一
陰陽師宗家の当主。亡き友の遺児である安倍兄弟を養育してきた。
安倍 保名（あべの やすな）
声 - 市橋尚史
鷹久と晴明の父。賀茂保憲の親友でありながら、彼と恋仲にあった樟葉を奪って逃亡したと思われていたが、事実は逆で保憲がふたりの仲を引き裂いたのであった。劇中ではすでに藤原道綱に殺されているが、その魂はいまだ息子たちを見守っている。
樟葉（くずのは）
声 - 渡辺ゆかり
鷹久と晴明の母。泰子の姉。土蜘蛛一族の女として賀茂保憲に嫁ぐはずであったが、安倍保名と恋に落ち、逃亡生活を送っていた。藤原道綱にさらわれ、太祖復活のための依坐（よりまし）にされてしまう。

#### 元禄編
池田 真之介（いけだ しんのすけ）
主人公。没落した武家の青年。高い剣の腕前を自覚しているが、本心では絵師を志している。
綾（あや）
吉原遊郭の遊女。元は武家の生まれだが、両親を亡くしたために遊女となった。
秋葉 菊乃（あきは きくの）
真之介が通う剣術道場の娘。そそっかしいところがある。
秋葉 石洲齋（あきは せきしゅうさい）
秋葉剣術道場の師範。菊乃の父。真之介の亡父とは友人であった。
藤井 劉也（ふじい りゅうや）
真之介の同門の青年。一見すると軽薄だが、真摯に菊乃を想っている。
安西 春狛（あんざい しゅんぱく）
狛山（はくさん）神社の宮司。真之介たちには人柄良く接する。
伊勢屋 喜兵衛（いせや きへえ）
声 - 野川雅史
真之介の画才を見出し、資金援助している豪商。
池田 加代（いけだ かよ）
声 - 吉利麻里
真之介の母。息子には仕官を望んでおり、彼の本心を苦々しく思っている。

#### 幕末編
葛城 信吾（かつらぎ しんご）
主人公。京の町で何でも屋を営む無頼の青年。
澪（みお）
白い髪に赤い目をした、御影神社の「名無しの巫女」。薬の力で半ば自我を失っている。
葛城 鈴（かつらぎ すず）
信吾の妹だが、幼い頃に殺されてしまっている。
観樹（みき）
威勢の良い少女。信吾とは町中で知り合った間柄だが、やがて敵対することになる。
海藤 大騎（かいとう だいき）
御影神社の神官。信吾に澪の護衛を依頼するが、彼には敵意を向ける。
切人（きりひと）
天下の転覆を企む山伏。
沖田 総司（おきた そうし）
声 - 佐藤俊輔
新撰組一番隊組長。結核を患っているが、凄まじい剣の達人。飄々とした性格で、信吾に一目置いている。
加藤 定吉（かとう さだきち）
声 - 砂山哲英
新撰組の探索方。剣術ではなく情報収集で組に貢献している。

#### まつろわぬ神
太祖（たいそ）
声 - 多羽田有
土蜘蛛一族が復活をもくろむ太古の邪神。

### THE ORIGIN の登場人物

#### 平安編 (THE ORIGIN)
重仁親王（しげひとしんのう）
主人公。次代の帝に近いと言われる身ながら、貴族と平民という身分差の存在に疑問を抱く。世界の本質を「弦」として見る不思議な眼を持っている。
玉藻前（たまもまえ）
重仁が出会った謎の白拍子。オサキという狐の妖怪をお供に連れている。
寿子（ひさこ）
鳥羽院と美福門院の娘。重仁は美福門院の養子だったため、彼とは義兄妹の関係になるが、寿子自身は重仁との結婚を夢見ている。
暲子内親王（あきこないしんのう）
同じく鳥羽院と美福門院の娘で、寿子の実姉、重仁の義姉にあたる。人の血がなければ生きていけない奇病にさいなまれており、ひそかに重仁から血をもらっている。
安倍 泰親（あべの やすちか）
安倍晴明の子孫である天才陰陽師。以前安倍家に預けられていた重仁にとっては兄のような存在であり、彼に陰陽道の基礎を教えた。
崇徳院（すとくいん）
先代の帝にして、重仁の父。表向きは鳥羽院の息子だが、実はその祖父である白河院の子である。その出自ゆえに鳥羽院に疎まれて皇位を取り上げられてしまい、現在はなんとか重仁を帝にしようと画策している。
雅仁親王（まさひとしんのう）
鳥羽院の息子だが、周囲のものはおろか父親にすら「即位の器量ではない」と見られていた。また、異母妹の寿子に道ならぬ恋情を抱いており、世の賞賛と妹の愛を受ける重仁を憎んでやまない。
鳥羽院（とばいん）
声 - チャオ・ササキ
当時の日本の事実上の最高権力者にあたり、崇徳院と区別するために「治天の君」と称される。強欲で好色だが、権力は決して逃さない。祖父の白河院の血統を忌み嫌っており、崇徳・重仁父子を皇位から遠ざける。
美福門院（びふくもんいん）
声 - 星もえる
鳥羽院の后。寿子や暲子、そして重仁にとっては優しい母だが、政敵には容赦のない一面も持つ。
近衛天皇（このえてんのう）
声 - 鈴木智晴
時の帝。鳥羽院と美福門院の息子。病弱で床に臥せっており、政務を執れる状態にない。温厚な人柄で、皇位をめぐる政争を傍観するしかないことに心を痛めている。
兵衛佐局（ひょうえのすけのつぼね）
崇徳院の后で重仁の実の母。正気を失ってしまったため、仁和寺に預けられている。
守仁（もりひと）
雅仁の息子。僧侶になるため仁和寺で修行している。父の思惑とは裏腹に、重仁のことを尊敬している。
信西（しんぜい）
声 - 夢総理
博識ぶりと高い法力で知られる僧侶。
藤原 忠通（ふじわらの ただみち）
声 - 増岡太郎
太政大臣。鳥羽院の威光を笠にやりたい放題で、最近は雅仁に肩入れしている。
藤原 頼長（ふじわらの よりなが）
声 - 藤流水
左大臣。忠通の弟だが、兄弟仲は良くない。たいへんな堅物で、崇徳院に味方しているのも取り入るためではなく、それが皇家のためと信じているからである。
藤原 呈子（ふじわらの しめこ）
声 - 佐藤千幸
近衛帝の后の1人。忠通の養女。
藤原 多子（ふじわらの まさるこ）
声 - 奥山歩
近衛帝の后の1人。頼長の養女。
蓮念（れんねん）
声 - 山賀貴志
崇徳院の護持僧。
大物主（おおものぬし）
声 - チークV
三輪山の神を名乗る白い蛇。重仁に近衛帝の病を治す薬を与える。
オサキ
声 - 五十嵐ナナコ
玉藻前に仕える妖狐。彼女と合体することで三国伝来白面金毛九尾の狐精へと変化させる。
真砂（まさご）
声 - このえゆずこ
竹細工師の笹丸の妻。魔物の襲撃を受けて夫を殺され、彼女もさらわれてしまうが、重仁によって救出された。
新太（しんた）
声 - 麻生涼音
真砂の息子。父が命と引き換えに守ったため、彼は無事であった。

#### 元禄編  (THE ORIGIN)
坂上 柾崇（さかがみ まさたか）
主人公。士官を目指しながらかんざし売りで糊口をしのぐ武家の青年とは表の姿。実は幕府隠密の暗殺集団「郭公」の一員である。郭公の一族は人間離れした力を発揮できるが常に暴走の危険が付きまとい、柾崇の父もそれが原因で命を落としたため、柾崇は自分の中の獣を忌まわしく思っている。
茉璃（まり）
新興宗教「理趣品講」の巫女。講を抜けて吉原遊郭の遊女として身を隠す。
初鹿野 由布（はじかの ゆう）
柾崇が通う剣術道場の娘。二刀流を使い、師範代を務めるほどの腕前。
初鹿野 元勝（はじかの もとかつ）
鹿島無心流を教える剣術道場の師範。由布の父。郭公の束ね役でもある。
内藤 景久（ないとう かげひさ）
柾崇の同門にして郭公の一員。由布に想いを寄せる。
摩多羅（またら）
幕府転覆をたくらむ理趣品講の教祖。逃げ出した茉璃を捜し求める。
せつ
声 - 織田マリ
柾崇の母。郭公の存在は家族にも極秘であるため、亡き夫や息子の真の職務を知らない。そのため彼女は、柾崇が元勝からないがしろにされていると誤解している。

#### 昭和編
久世 鷹臣（くぜ たかおみ）
主人公。原子物理学を修めた特務中尉。祟りなす神剣の呪いで原子爆弾の破壊力をアメリカ合衆国に送り込むという「零号乙作戦」に招聘される。
ミサキ
四国の憑き物筋の生まれの「名無しの巫女」。精神発達に遅滞が見られるが、それゆえに害意に反応する神剣と感応しても無事でいられる。
千紗（ちさ）
鷹臣の実家から農地を借りている小作農の娘で、現在はきしめん屋で働いている。遺伝性球状赤血球症の変種をわずらい、他人の血を欲する体質のため迫害されていたが、そのとき自分をかばってくれた鷹臣を慕っている。
天野 由香里（あまの ゆかり）
日本と皇族を影から守護してきた一族の娘。幼い風貌に似合わないほどの知識や霊力、格闘技術を持つ。
天野 大全（あまの たいぜん）
由香里の父。心を空にする修行を積んでおり、神剣を安全に持ち運びできる。
加藤 久脩（かとう ひさなが）
鷹臣の上官に当たる陸軍情報部中佐。
杵築 雄馬（きづき ゆうま）
独自の修行で高い霊力を有するに至った山伏。神剣やミサキを災いの元と考えており、作戦を妨害してくる。

#### 神代編
武日照（たけひなてる）
主人公。天津神の天菩比と大国主の娘の高比売の息子で、玉葉と結婚して須佐之男の子孫が治める出雲の「須佐の国」を継ぐはずだった。しかし父が何者かによって殺されたために彼の立場は宙に浮き、婚約の話も立ち消えた。神としての力を持たないが、代わりに物事の本質を見抜く眼を有する。
玉葉（ぎょくよう）
天若日子と下光比売の娘。須佐の国は末子相続であるため、末姫の彼女の夫が次代の王となる。玉葉自身は武日照を「お兄様」と呼んで慕っており、婚約が破棄されてからも結ばれることをあきらめていない。
天若日子（あめのわかひこ）
声 - 山賀貴志
玉葉の父。地上を平定する使命を受けて天下り、下光比売と結婚して大国主の入り婿となった。しかし目立った実績を上げらなかったために周囲から軽んじられ、しかも後から邇邇芸が地上に降臨するまでの中継ぎ役だったと聞かされ、すさんでしまう。
下光比売（したてるひめ）
声 - 小林和実
大国主の娘。酒を飲んでは荒れる夫をなだめることが多い。
大国主命（おおくにぬしのみこと）
声 - 藤流水
須佐の国の大王。須佐之男の娘の須勢理姫を冥界から連れ帰って結婚し、現在の地位を得た。
建御名方（たけみなかた）
声 - 鈴木智晴
大国主の息子の1人。出雲の軍司令官を務める優れた軍神。彼を玉葉の夫に推す者もいるが、建御名方自身は武日照と玉葉の仲を応援している。
事代主（ことしろぬし）
声 - 夢総理
大国主の息子の1人。出雲随一の知恵者と呼ばれる。
建御雷命（たけみかづちのみこと）
声 - チャオ・ササキ
高天原が地上に送った全権使者。武日照の伯父でもある。
伊邪那美（いざなみ）
声 - 芹園みや
一度死亡した武日照が出会った冥界の女王。

## 再臨詔
DC版へ追加されたおまけシナリオで、特定の条件を満たせば本編終了後に出現する。以降の一般向け作品にも収録。本編とは印象を異にする内容が賛否両論を呼び、ユーザーの間で物議をかもした。すでに作品への強い思い入れを持っていたPS版からの継続ユーザーによる反発が大きかった一方で、DC版からの新規ユーザーによる意見はほぼ許容する内容だったという。
以下に論点とされたものを挙げる。
展開が早い
本編ではお互いに譲れない想いを抱えた登場人物たちが千年の時をかけてぶつかり合うのに対し、『再臨詔』では早々に説得が行われ、敵もすぐに出現する。この端折られたような流れが、「『久遠』らしくない」と言われた。これについては、『再臨詔』を本編と同等の展開にすると容量が膨れ上がるので、おまけシナリオに新作1本並みの労力を割くわけにはいかなかったという事情がある。
唐突な結末
いよいよクライマックスというところで『再臨詔』は終了するため、「この後どうなったのか」という声が大きかった。
プロデューサーの宗清紀之は「答えはあなたの心の中にある」、シナリオの加藤直樹は「書きたいテーマを書ききったので私の中では完結している」と述べている。
なぜ「聡子エンディング」なのか
天野聡子は『再臨詔』シナリオの中心人物のひとりだが、ほかにも多くの人物が主軸となっている。しかし、システムの関係上エンディングの名称を設定せざるを得ず、やむなく天野の名を取った。どうしても最良の名前が出てこなかったためである。
PS2版では以上の点にフォローが行われており、スタッフロールをムービーに変更してシナリオ終了後の展開を補完しているほか、聡子エンディングも「再臨詔エンディング」となっている。
なお、『再臨詔』は本編と別の流れを描いているが、加藤直樹は「ゲームとしての正史は本編のトゥルーエンド」と語っている。

## THE ORIGIN
2009年12月29日にYouTubeにて第一報のムービーが公開された後、同年12月31日にザウス公式サイトにてアダルトゲーム化決定の旨が発表された。その後、『久遠の絆 THE ORIGIN』（くおんのきずな ジ・オリジン）のタイトル発表や後述のリーフレット配布を経て、2011年7月1日に発売された。
開発開始
ザウスの前身であるユースがPS版開発に関わっていたことが縁で、PS版発売後にザウス代表の吉田ユースケがフォグ代表の宗清紀之の元へアダルトゲーム化の企画を持ち込んだが、その際には許可が下りなかった。しかし、約10年後にはアダルトゲーム化を渋るシナリオの加藤直樹を宗清が説得したことで全面改稿を前提に許可が下り、開発が開始された。
シナリオ変更
シナリオの全面改稿に伴い、時代構成がPS版での全4時代（平安・元禄・幕末・現代）から本作では幕末編が削除されて昭和編が追加されたうえ、平安編の前に物語の起点となる神代編が追加されて全5時代（神代・平安・元禄・昭和・現代）となった。また、平安編は物語の舞台をPS版のものから約100年後の宮中へ変更したり、元禄編は物語への真言立川流の要素を付加するなどの変更が加えられ、登場人物も全員異なる面々となっている。
崇徳上皇と玉藻前を題材とした平安編シナリオはPS版最初期の構想に存在していたが、PS版開発時にフォグとソニーが「史実とは何か」をめぐって2〜3か月にわたり議論した末、双方合意の上で没にした。その後、この没シナリオについては断片的な設定が発表されるに留まり、2000年の時点では「今後公開されることはない」と明言されていた が、今回のアダルトゲーム化によって陽の目を見ることとなった。
リーフレット配布
製品発売前の2011年1月28日には、日本全国の本作取り扱い店舗でDENGEKI HIME編集部の制作による特製リーフレット『久遠の絆 THE ORIGIN 転生絵草子』（くおんのきずな ジ・オリジン てんせいえぞうし）の無料配布が開始された。フルカラー、A4変形サイズ、全12ページ。全5時代の概要と登場人物の紹介や、プロデューサーの宗清紀之へのインタビューが掲載されている。

## スタッフ
久遠の絆
- 監督 - 加藤直樹
- 企画 - 小林且典
- シナリオ - 加藤直樹、小林且典、高塚歩、桑田純、荒井貢一
- 音楽 - 風水嵯峨
- キャラクターデザイン - 岸上大策
- 原画 - 岸上大策、山代朱美
- 演出 - 杉村洋一郎
- グラフィック - 久保武志、宮永幸一郎、石原健、今福慎一、吉岡加代、野田泰秀、杉村 純子
- 背景 - 山頬裕之、江藤雅也
- オープニング - 石原健
- エンディング - 林崇尚
- 作画監督 - 宮永幸一郎
- 作画管理 - 大崎芳郎
- パッケージデザイン - 北原祥行
- 制作補佐 - 牧野しのぶ
- プロデューサー - 宗清紀之

久遠の絆 THE ORIGIN
- シナリオ - 加藤直樹
- 原画 - TEAM KUON
- 音楽 - 風水嵯峨、蔦石奈耶

## CD
サントラCD
『久遠の絆 オリジナルサウンドトラック』のタイトルで、1999年4月21日に発売された。CD2枚組、型番FGOS-001〜2。一般販売はされておらず、フォグ公式サイトの通信販売でのみ購入可能。音楽の風水嵯峨によるBGM全44曲を収録。リマスター作業や新曲追加などが施されている。
ドラマCD
『ドラマCD 久遠の絆 平安編』のタイトルで、2004年3月25日に発売された。CD2枚組、型番FGDC-001〜2。サントラCDと同じく、フォグ公式サイトの通信販売でのみ購入可能。『久遠の絆』の平安編トゥルールートが、ダイジェスト化されている。
スタッフ
- 原作 - 加藤直樹
- シナリオ - 伊藤弘司

キャスト
- 安倍鷹久 - 天田真人
- 螢 - 大本眞基子
- 賀茂桐子 - 水橋かおり
- 泰子 - 久川綾
- 賀茂光栄 - 植木誠
- 賀茂保憲 - 稲葉実
- 藤原道綱 - 立木文彦
- 蘆屋道満 - 石井康嗣
- 鷹久（幼年） - 東風たまこ
- 安倍晴明（幼年） - 平井理子
- 陰陽師たち - 坂野茂、曽根内匠、武田正憲、高橋珍念
- 安倍晴明 - 堀川りょう

## 関連書籍
久遠の絆 オフィシャルコンプリートワークス
発行 - 高橋書店 ISBN 4-471-36032-9
当初はPS版との同時発売を企図していたが、PS版の発売が遅れたために攻略本でありながら先に店頭へ並んでしまい、うかつに読むとネタバレを引き起こしかねなかった。また、フローチャートを秘匿した巻末の袋とじの外側には、登場人物の素性に関する重大情報が書かれていた。このような経緯から、インターネット上では「悪魔の書」や「神の書」と呼ばれた。
久遠の絆 ファンBOOK
発行 - ラポート ISBN 4-89799-396-2
久遠の絆 ガイドBOOK
発行 - ラポート ISBN 4-89799-399-7
ゲームコミック 久遠の絆
発行 - ラポート ISBN 4-89799-330-X
この巻に収録された『悠遠の響』（著 - 高山瑞穂）で描かれた悠利と響子の出逢いはフォグの目に留まり、著者の許可を得たうえで『再臨詔』へ反映された。
ゲームコミック 久遠の絆2
発行 - ラポート ISBN 4-89799-356-3
ゲームコミック 久遠の絆 転生綺譚
発行 - ラポート ISBN 4-89799-365-2
ゲームコミック 久遠の絆 再臨詔
発行 - ラポート ISBN 4-89799-371-7
ゲームコミック 久遠の絆 遊楽転生
発行 - ラポート ISBN 4-89799-377-6
ゲームコミック 久遠の絆 4コマ劇場
発行 - ラポート ISBN 4-89799-381-4
久遠の絆 公式原画&設定集 Love & Death
発行 - ヘッドルーム、ソニー・マガジンズ ISBN 4-7897-1404-7
久遠の絆 再臨詔 公式原画&設定集 solo
発行 - ヘッドルーム、ソニー・マガジンズ ISBN 4-7897-1634-1
久遠の絆 パーフェクトガイド
発行 - ソフトバンクパブリッシング ISBN 4-7973-1355-2
製作スタッフは異なるが、内容や構成は『オフィシャルコンプリートワークス』に酷似している。